# 国鉄ED70形電気機関車

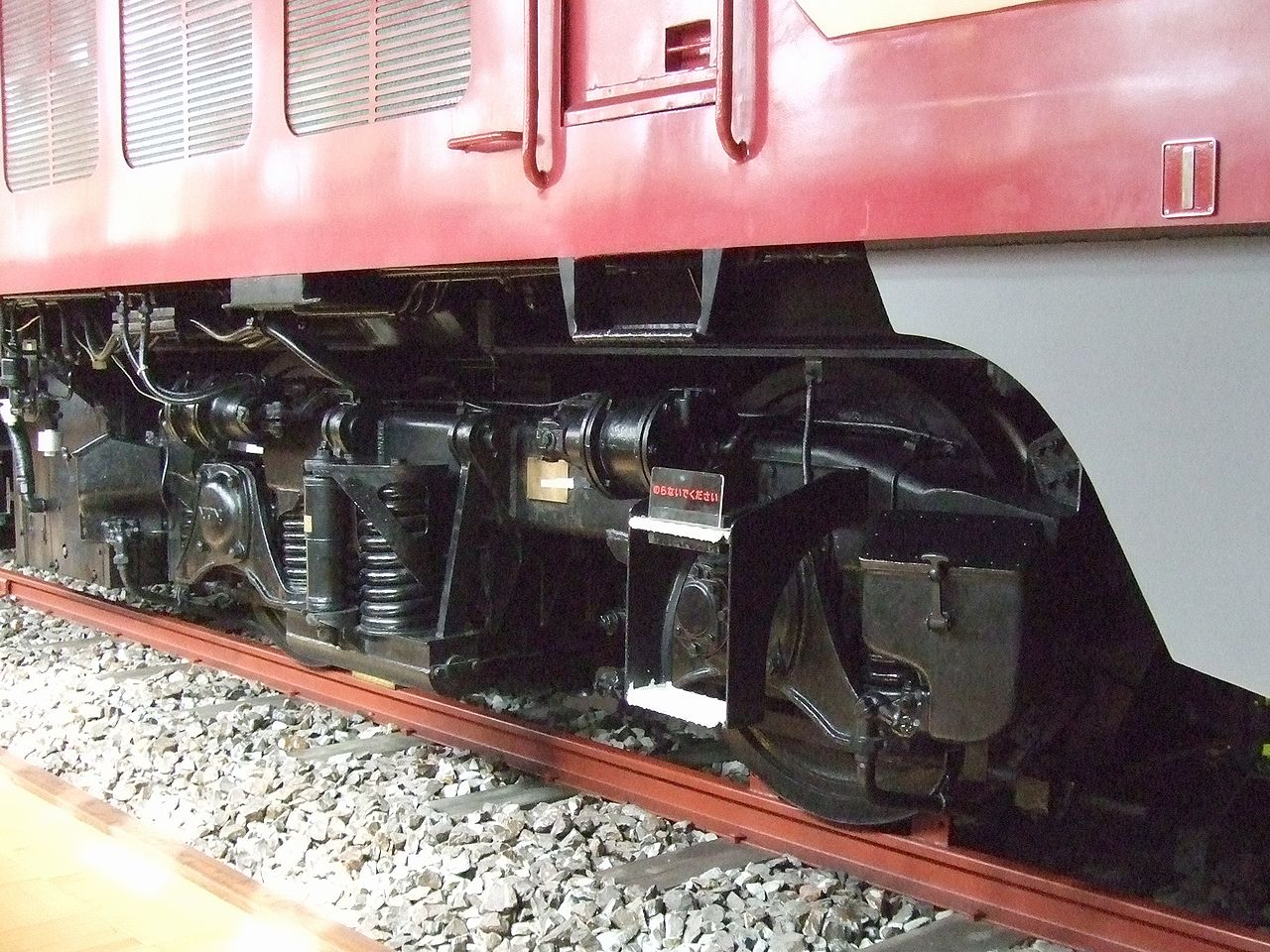
ED70 1の台車

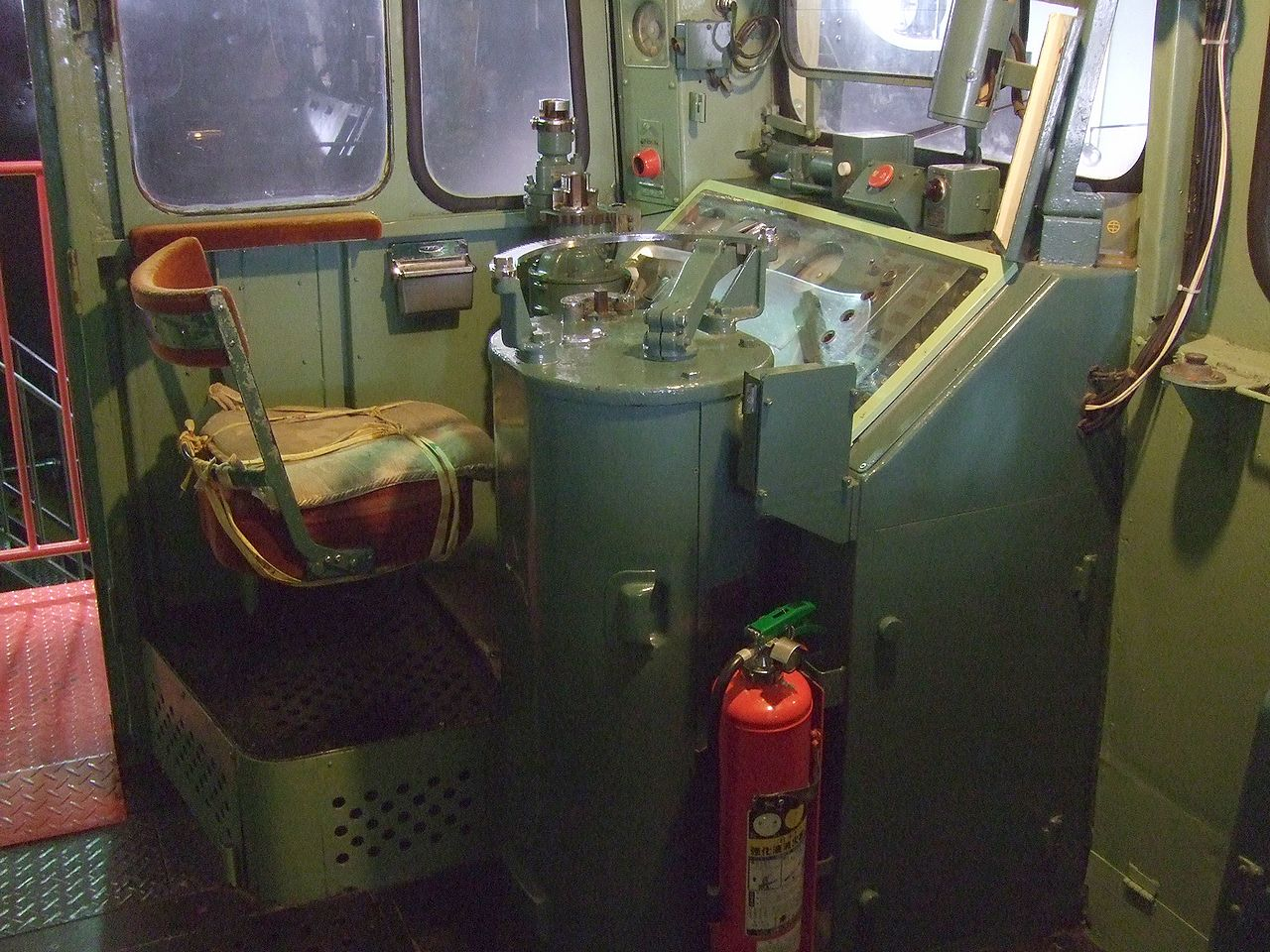
ED70 1の運転台

国鉄ED70形電気機関車（こくてつイーディー70がたでんききかんしゃ）とは、1957年（昭和32年）に登場した日本国有鉄道（国鉄）の交流用電気機関車である。

## 概要
1957年10月1日に実施された北陸本線田村 - 敦賀間の交流電化にあわせて製造された日本初の量産型交流用電気機関車である。本形式の広報資料には、「世界で初めての60サイクル交流電化」の一文が添えられている。

### 登場までの経緯
北陸本線田村 - 敦賀間の電化工事は、当初直流電化の予定であった。しかしそれまで仙山線で行われていた試験を受け、実用化という点も含めて交流電化が妥当という判断が下され単相交流 20 kV・商用周波数 60 Hzに変更となった。そのため仙山線で試験が行われていたED45形整流器式交流電気機関車をベースに開発されたのが本機である。

## 構造

### 車体
当時製造されていたDF50形ディーゼル機関車のデザインを踏襲し、前面貫通形を採用したが、後に貫通扉はすきま風防止のため埋め込まれた。
側面は、片側あたり、上部に機器室採光用のガラス窓が3枚、下部に通風用ルーバーが8か所設置されている。

### 機器・性能
ベースは試作機のED45 1とほぼ同一構造で、10 ‰勾配で1,000 t以上の引き出しが可能なように大容量、大出力化したのみである。これは営業運転への投入自体が試験的要素を含んでいたためでもあり、従前のD51形蒸気機関車単機による300 t旅客列車が500 tに、貨物列車もD51形重連による700 tの定数が、本形式重連で1,000 tに拡大された。
駆動方式は当時の新形式電気機関車に多く採用された、主電動機をばね上装架としたクイル式である。
当時はシリコン整流器（シリコンダイオード）がまだ開発されておらず、整流にはイグナイトロン水銀整流器を採用し、制御方式は低圧タップ・水銀整流器タップ間連続電圧制御とした。
しかし、本形式は量産機とはいえ試作的要素も強く、整流器トラブル、三相補機の起動、クイル式駆動装置の異常振動、粘着力不足による空転など、問題が山積していた。このため増備機となった19では粘着向上試験用に軸重16.0 t化など対応策を施したほか、後に一部では整流器を水銀整流器からシリコン整流器に交換する工事も施工された。
また製造当初は列車暖房用供給装置が搭載されておらず、冬期の客車列車牽引に支障をきたしたため1960年代初頭に総括制御用ジャンパ連結器を撤去し、主変圧器に暖房電源供給用の4次巻線を新設したうえで電気暖房装置（EG）を松任工場（現・金沢総合車両所）で搭載する改造を施工した。

## 製造
1957年6 - 9月にかけて1 - 18が、1959年に追加改良形となる19の、計19両全機が三菱電機・新三菱重工業により製造された。
ED70形番号別製造分類
| 車両番号 | 製造年 | 新製配置                                              | 製造名目                                          | 予算           |
| -------- | ------ | ----------------------------------------------------- | ------------------------------------------------- | -------------- |
| 1 - 18   | 1957   | 敦賀機関区 （現・JR西日本敦賀地域鉄道部敦賀運転派出） | 田村 - 敦賀間 電化開業                            | 昭和31年度債務 |
| 19       | 1959   | 敦賀第二機関区                                        | 粘着力向上試作ならびに東北本線黒磯 - 白河電化試験 | 昭和32年度債務 |

19は輸送力増強用ではなく初回生産分18両で得た結果を踏まえて改良、試作されたものであり、東北本線での試験に使用することを考慮して50/60 Hz両用となったほか、車体寸法も他の18両と若干の相違がある。

## 運用
19号機が50 Hzで電化された東北本線で試験を行ったのを除けば北陸本線での運用に終始し、交流電化区間の延伸に合わせ同線の田村 - 糸魚川間で運用された。高出力なEF70形やED74形が投入されてからは主に旅客・荷物列車で運用されるようになった。しかし、試作要素が強く、機器トラブルや補修部品の確保問題、さらには1974年（昭和49年）に湖西線が直流電化で開業し、北陸本線も含めた交直流電気機関車中心の運用へのシフトでEF81形が大量投入されたことから1975年（昭和50年）までに全車廃車となった。

## 保存機

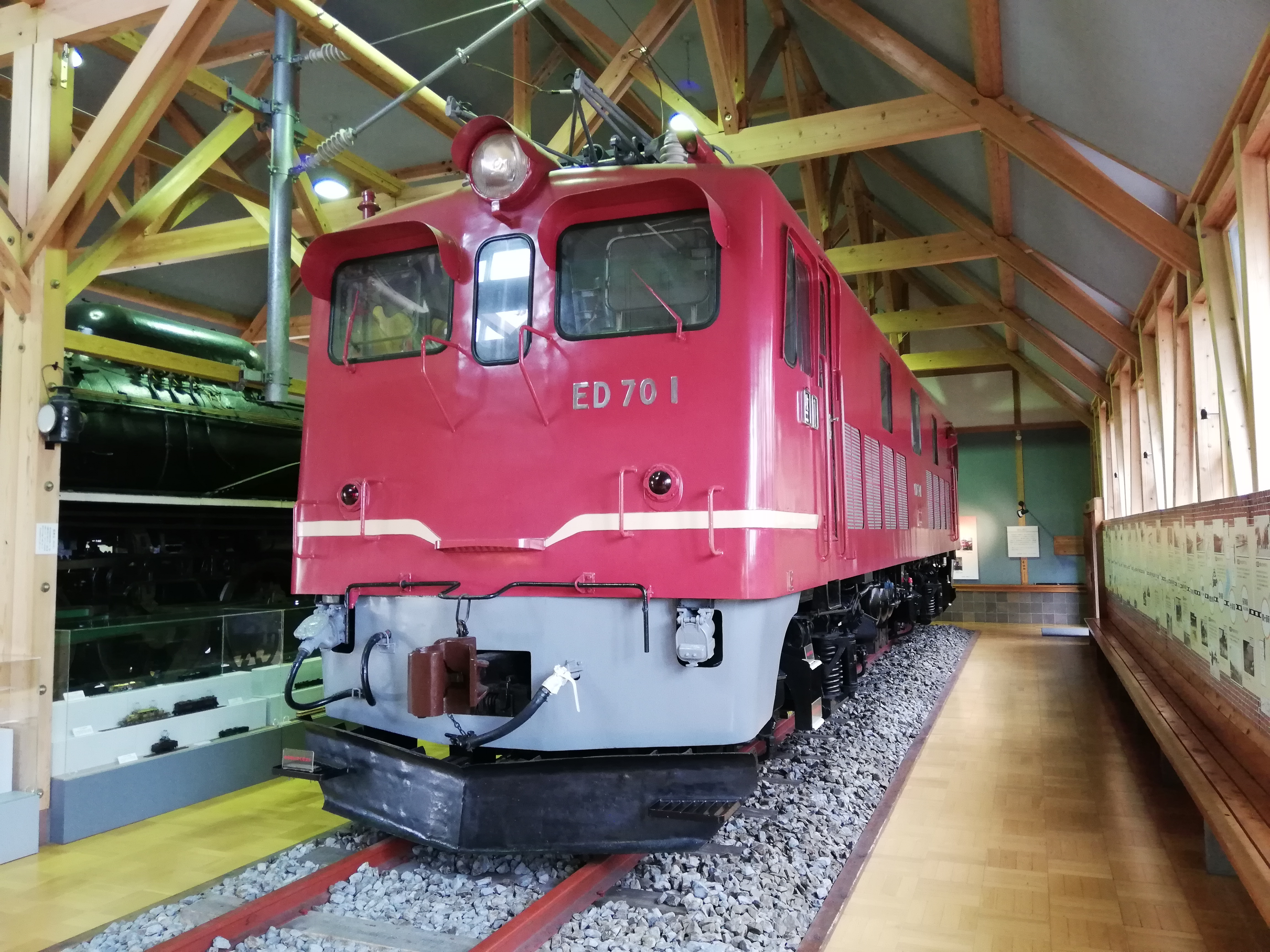
ED70 1
（2021年4月13日）

1号機が唯一現存し形状をとどめる。他は廃車後、すべて解体廃棄された。
ED70 1
1972年の廃車後1973年11月からは松任工場で、1976年8月からは敦賀第二機関区で、2003年からは滋賀県長浜市の長浜鉄道スクエアで静態保存。